# Adikarso
Adikarso is een bestuurslaag in het regentschap Kebumen van de provincie Midden-Java, Indonesië. Adikarso telt 3647 inwoners (volkstelling 2010).